# Melquíades Jaramillo
Pour les articles homonymes, voir Jaramillo.
Melquíades Jaramillo, né en  1966, est un ancien joueur vénézuélien de basket-ball. Il évolue durant sa carrière au poste de pivot.

## Palmarès
- Finaliste du championnat des Amériques 1992